# Ngân hàng Thương mại cổ phần Đầu tư và Phát triển Việt Nam
Ngân hàng TMCP Đầu tư và Phát triển Việt Nam (tên giao dịch Tiếng Anh: Joint Stock Commercial Bank for Investment and Development of Vietnam ) tên gọi tắt: "BIDV", là ngân hàng thương mại lớn nhất Việt Nam tính theo quy mô tài sản năm 2019 và là doanh nghiệp đứng thứ 10 trong danh sách 1000 doanh nghiệp đóng thuế thu nhập doanh nghiệp lớn nhất năm 2018.

## Lịch sử hình thành và phát triển
Ngân hàng TMCP Đầu tư và Phát triển Việt Nam đã có hơn 60 năm hình thành và phát triển, gắn liền với quá trình xây dựng và bảo vệ Nhà nước Việt Nam Dân chủ Cộng hòa, và sau này là Cộng hòa xã hội chủ nghĩa Việt Nam.

### Giai đoạn 1957 - 1981
Đây là giai đoạn đầu tiên trong lịch sử của BIDV, với tên gọi "Ngân hàng Kiến thiết Việt Nam" gắn với thời kỳ "lập nghiệp - khởi nghiệp" (1957 - 1981) với chức năng chính là hoạt động cấp phát vốn ngân sách nhà nước cho đầu tư xây dựng cơ bản theo nhiệm vụ của Nhà nước giao, phục vụ công cuộc xây dựng Tổ quốc ở miền Bắc và chi viện cho cuộc chiến tranh thống nhất ở miền Nam.
Sự ra đời của Ngân hàng Kiến thiết Việt Nam gắn với yêu cầu phục vụ công cuộc kiến thiết, xây dựng miền Bắc, trong điều kiện đất nước vừa được giải phóng, hòa bình được lập lại nhưng hai miền vẫn bị chia cắt. Ngân hàng Kiến thiết Việt Nam có nhiệm vụ là cơ quan chuyên trách việc cấp phát, quản lý toàn bộ số vốn do ngân sách nhà nước cấp dành cho đầu tư kiến thiết cơ bản được thực hiện theo kế hoạch và dự toán của Nhà nước.
Tuy chỉ kéo dài khoảng 1/4 thế kỷ, song hoạt động của BIDV trong giai đoạn này trải qua ba thời kỳ: thời kỳ phục vụ "kiến thiết" đất nước trong điều kiện hòa bình xây dựng; thời kỳ vừa phục vụ yêu cầu xây dựng cơ sở hạ tầng quốc gia, vừa đáp ứng các yêu cầu của chiến tranh bảo vệ miền Bắc và giải phóng miền Nam và thời kỳ cả nước thống nhất, hòa bình, phục vụ công cuộc khôi phục sau chiến tranh.
Ngân hàng Kiến thiết Việt Nam đã có những đóng góp trong việc quản lý vốn cấp phát kiến thiết cơ bản, hạ thấp giá thành công trình, thực hiện tiết kiệm, tích luỹ vốn cho Nhà nước,... Ngân hàng Kiến thiết Việt Nam đã cung ứng vốn cho hàng trăm công trình, đồng thời tránh cho nguồn vốn tài chính khỏi bị ứ đọng và các nguồn lực không bị lãng phí,... góp phần vào việc cân đối thu chi, tạo thuận lợi cho việc quản lý thị trường, giữ vững ổn định giá cả...

### Giai đoạn 1981 - 1990
Trong giai đoạn này, BIDV được đổi tên là "Ngân hàng Đầu tư và Xây dựng Việt Nam". Đây là một thời kỳ sôi nổi của đất nước - chuẩn bị và tiến hành công cuộc đổi mới. BIDV đã thực hiện nhiệm vụ trọng tâm là phục vụ nền kinh tế, cùng với cả nền kinh tế chuyển sang hoạt động theo cơ chế kinh tế thị trường.
Giai đoạn 10 năm 1981 - 1990 là giai đoạn chuyển mình mạnh mẽ của nền kinh tế; sau rất nhiều bế tắc, nửa cuối thập kỷ 80 của thế kỷ XX, Việt Nam thực hiện đổi mới kinh tế, chuyển từ mô hình kinh tế kế hoạch hóa tập trung sang mô hình kinh tế hàng hóa nhiều thành phần, vận hành theo cơ chế thị trường có sự quản lý của Nhà nước. Trong bối cảnh đó, ngày ngày 24 tháng 6 năm 1981, Ngân hàng Kiến thiết được chuyển từ vị thế trực thuộc Bộ Tài chính sang trực thuộc Ngân hàng Nhà nước Việt Nam, với tên mới là "Ngân hàng Đầu tư và Xây dựng Việt Nam".
Đây không đơn thuần chỉ là sự "chuyển vị", thay đổi cơ quan chủ quản và thay đổi tên gọi của một tổ chức. Về thực chất, sự thay đổi này bắt đầu cho sự thay đổi căn bản, là đổi mới cơ chế vận hành, phương thức hoạt động của Ngân hàng Kiến thiết: Thiết chế tài chính này không còn thuộc hệ thống tài khóa - ngân sách "cấp phát", hoạt động theo cơ chế "bao cấp" mà chuyển dần sang hệ thống tài chính - ngân hàng, thực hiện các hoạt động tín dụng để phục vụ nền kinh tế. Diễn biến này có nghĩa là chức năng chung không thay đổi, nhiệm vụ chính vẫn là cấp phát vốn ngân sách cho nền kinh tế, đáp ứng các yêu cầu về vốn cho lĩnh vực đầu tư và xây dựng, phục vụ các dự án lớn, các chương trình tầm cỡ quốc gia. Nhưng phạm vi phục vụ được mở rộng, một số quan hệ tín dụng đầu tư phát triển sơ khai như cho vay dài hạn tập trung chủ yếu lĩnh vực nông nghiệp, cho vay trung hạn cải tiến kỹ thuật mở rộng sản xuất. Với cơ chế, phương thức thực hiện chức năng được thay đổi, Ngân hàng Đầu tư và Xây dựng Việt Nam, khác với tiền thân Ngân hàng Kiến thiết của mình, không chỉ phục vụ Nhà nước mà còn trực tiếp phục vụ doanh nghiệp, phục vụ thị trường, bắt đầu chuyển dần sang hoạt động tín dụng ngân hàng theo cơ chế "vay để cho vay" của thị trường.

### Giai đoạn 1990 - 2012
Giai đoạn này gắn với quá trình chuyển đổi của BIDV từ một ngân hàng thương mại "quốc doanh" sang hoạt động theo cơ chế của một ngân hàng thương mại, tuân thủ các nguyên tắc thị trường và định hướng mở cửa của nền kinh tế.
Năm 1990, Chủ tịch Hội đồng Bộ trưởng ban hành Quyết định số 401/CT về việc thành lập Ngân hàng Đầu tư và Phát triển Việt Nam trên cơ sở đổi tên Ngân hàng Đầu tư và Xây dựng Việt Nam. Đây không đơn thuần là việc đổi tên lần thứ ba của Ngân hàng mà phản ánh sự thay đổi trong chức năng hoạt động thực tế của BIDV, trong vai trò đối với nền kinh tế mà BIDV đảm nhiệm: chuyển từ giai đoạn đầu tư chỉ đơn giản là "xây dựng" sang một trạng thái mới - đầu tư để "tăng trưởng, để thúc đẩy "phát triển". Trong thời kỳ này, BIDV đã chuyển sang phương thức hoạt động mới là "đi vay để cho vay" nên trọng tâm là huy động vốn trong và ngoài nước để cho vay các dự án sản xuất kinh doanh theo kế hoạch nhà nước, cứu sản xuất khỏi tình trạng thiếu vốn khi Nhà nước đã chấm dứt cấp phát không hoàn lại cho các doanh nghiệp.
Đến năm 1995, BIDV chính thức hoạt động theo mô hình ngân hàng thương mại sau khi đã chuyển chức năng cấp phát vốn ngân sách nhà nước và một phần cán bộ sang Tổng cục Đầu tư - Phát triển trực thuộc Bộ Tài chính. Từ năm 1996, BIDV đã từng bước xoá thế "độc canh tín dụng" trong hoạt động ngân hàng, tập trung huy động vốn, phát triển các loại hình dịch vụ, tăng dần tỷ trọng thu từ dịch vụ và kinh doanh tiền tệ. Hoạt động ngân hàng bán lẻ mới được BIDV manh nha triển khai từ đầu những năm 1990, với nghiệp vụ đầu tiên là huy động vốn dân cư. Hoạt động ngân hàng bán lẻ sau này được phát triển và có sự thay đổi căn bản - xét theo chuẩn mực kinh tế thị trường - chỉ từ năm 2009. Cùng với việc phát triển các hoạt động kinh doanh ngân hàng thương mại, BIDV tiến hành các hoạt động đầu tư thông qua việc thành lập các công ty con, công ty liên doanh qua đó hình thành mô hình tập đoàn tài chính - ngân hàng với các trụ cột là ngân hàng, bảo hiểm và đầu tư tài chính.
Trong giai đoạn khủng hoảng tài chính cũng như suy giảm kinh tế thế giới (2007 - 2008), BIDV là lực lượng hỗ trợ các doanh nghiệp, kể cả các doanh nghiệp trong khu vực tư nhân. BIDV lựa chọn đầu tư mở rộng hoạt động trên thị trường quốc tế - mở văn phòng đại diện, lập chi nhánh ở nước ngoài, đồng thời tìm cơ hội, hỗ trợ và thúc đẩy các doanh nghiệp Việt Nam đầu tư ra nước ngoài.

### Giai đoạn 2012 đến 2022
BIDV được cổ phần hóa, trở thành ngân hàng thương mại cổ phần hoạt động đầy đủ theo nguyên tắc thị trường với tên đầy đủ là "Ngân hàng TMCP Đầu tư và Phát triển Việt Nam"
Ngày 28 tháng 12 năm 2011, BIDV đã tiến hành cổ phần hóa thông qua việc bán đấu giá cổ phần lần đầu ra công chúng (IPO). Ngày 01 tháng 05 năm 2012, BIDV chính thức chuyển đổi thành ngân hàng thương mại cổ phần. Ngày 24 tháng 1 năm 2014, BIDV giao dịch chính thức cổ phiếu với mã chứng khoán BID trên sàn chứng khoán. Sau cổ phần hóa, tỷ lệ vốn nhà nước nắm giữ giảm xuống dưới 100%, đồng nghĩa với việc thay đổi cơ cấu sở hữu của Ngân hàng - từ chỗ chỉ có duy nhất là sở hữu nhà nước sang bao gồm cả sở hữu tư nhân.
Hoạt động bán lẻ của BIDV đã có những thay đổi trên các phương diện như mô hình tổ chức, sản phẩm dịch vụ tiện ích phục vụ khách hàng và đổi mới hoạt động bán lẻ theo thông lệ quốc tế.

### Giai đoạn 2022 đến nay
Vào ngày 26/04/2022, BIDV chính thức ra mắt bộ nhận diện thương hiệu mới nhân dịp kỷ niệm 65 năm thành lập.
Theo đó, logo mới của BIDV có hình ảnh cách điệu của bông hoa mai vàng 5 cánh. Ở giữa là ngôi sao 5 cánh lấy hình tượng từ ngôi sao vàng trên lá Quốc kỳ, mang ý nghĩa vừa là dẫn dắt, vừa là đích đến cho hành trình vươn tới của BIDV. Tất cả cùng mang một số 5 trong văn hóa phương Đông là con số của sự phát triển, là khát vọng vươn ra năm châu hội nhập và sánh vai cùng các định chế trong khu vực và trên thế giới.
Màu sắc nhận diện thương hiệu chủ đạo là màu xanh ngọc lục bảo, một trong tứ đại ngọc quý. Màu xanh cũng tượng trưng cho sức sống, sự phát triển bền vững, một ngân hàng BIDV xanh. Màu sắc bổ trợ là màu vàng của hoa mai, màu của ánh bình minh ngày mới, cũng là màu tượng trưng cho ngành tài chính ngân hàng.

## Quy mô, cấu trúc
Theo quy định của Luật Doanh nghiệp 2020, BIDV được xếp vào loại hình công ty cổ phần với cổ đông Nhà nước (Ngân hàng Nhà nước Việt Nam) chiếm cổ phần chi phối. Ngày 8/4/2021, tạp chí The Asian Banker trao cho Ngân hàng này giải thưởng "Ngân hàng bán lẻ tốt nhất Việt Nam" năm 2020, đồng thời sản phẩm QuickLoan được giải "Sản phẩm cho vay tiêu dùng tốt nhất Việt Nam". BIDV là một trong bốn ngân hàng thương mại, thường được gọi là Bộ Tứ (Big 4), với các thành viên còn lại gồm có: Ngân hàng Nông nghiệp và Phát triển Nông thôn Việt Nam (Agribank), Ngân hàng TMCP Ngoại thương Việt Nam (Vietcombank) và Ngân hàng TMCP Công thương Việt Nam (Vietinbank). Nhóm bốn ngân hàng này đều có quy mô tài sản, nguồn vốn, doanh thu ở nhóm hàng đầu và đều có Nhà nước đóng vai trò là cổ đông kiểm soát (với BIDV, Vietinbank, Vietcombank) hoặc là chủ sở hữu (với Agribank). Tại thời điểm tháng 4 năm 2021, BIDV và các công ty con, công ty liên kết (hệ thống BIDV) hoạt động chủ yếu trong 4 lĩnh vực: ngân hàng, bảo hiểm, chứng khoán và đầu tư tài chính. Hệ thống BIDV hiện nay có 25.000 người lao động, 190 chi nhánh, hiện diện tại 63 tỉnh thành của Việt Nam và tại 6 nước khác. Các công ty con của BIDV gồm có: Ngân hàng Liên doanh Lào Việt (LaoViet Bank), Công ty cổ phần Chứng khoán Ngân hàng Đầu tư và Phát triển Việt Nam (BSC), Tổng Công ty cổ phần Bảo hiểm Ngân hàng TMCP Đầu tư và Phát triển Việt Nam BIDV (BIC), Công ty Bảo hiểm Lào Việt (LVI), Công ty Cho thuê tài chính TNHH BIDV (BIDV-SuMi Trust Leasing, Công ty TNHH MTV Quản lý nợ và khai thác tài sản BIDV (BAMC) và Ngân hàng Đầu tư và Phát triển Campuchia (BIDC).
Ngày 18 tháng 3 năm 2021, tổ chức định hạng tín nhiệm Moody’s đã ra thông cáo về việc thay đổi triển vọng định hạng tín nhiệm của BIDV từ mức tiêu cực thành tích cực.

### Quy mô
Đến hết 31/12/2022,Tổng tài sản đạt hơn 2,08 triệu tỷ đồng, tăng trưởng gần 21% so với năm 2021, tiếp tục là ngân hàng thương mại cổ phần có quy mô tài sản lớn nhất Việt Nam.
Tổng dư nợ tín dụng và đầu tư năm 2019 đạt 1.299.997 tỷ đồng; trong đó, dư nợ tín dụng đạt 1.098.912 tỷ đồng, tăng trưởng 12,4% so với năm 2018, chiếm 13,4% thị phần tín dụng toàn ngành; Riêng dư nợ tín dụng bán lẻ tăng trưởng 21,5%, quy mô đến 31/12/2019 đạt 374.526 tỷ, chiếm tỷ trọng 34,1% tổng dư nợ, tiếp tục dẫn đầu thị trường về quy mô tín dụng bán lẻ... Tổng dư nợ đối với các lĩnh vực ưu tiên theo đúng định hướng của Chính phủ, Ngân hàng Nhà nước chiếm tỷ trọng trên 60% tổng dư nợ.
Nguồn vốn huy động của BIDV đa dạng, phù hợp với nhu cầu sử dụng vốn, đảm bảo cân đối an toàn, hiệu quả. Tổng nguồn vốn huy động năm 2019 đạt 1.349.279 tỷ đồng, tăng trưởng 12,2% so với năm 2018; trong đó huy động vốn tổ chức, dân cư đạt 1.167.995 tỷ đồng, tăng trưởng 12,7%, thị phần tiền gửi khách hàng chiếm 11,5% toàn ngành.
Lợi nhuận trước thuế hợp nhất toàn ngân hàng đạt 10.768 tỷ đồng, ROA đạt 0,61%, ROE đạt 15,2%.
BIDV có hệ thống chi nhánh ở hầu hết các tỉnh thành, trong đó mạng lưới giao dịch khá dày ở các địa bàn phát triển như Hà Nội, Thành phố Hồ Chí Minh, Hải Phòng, Đà Nẵng, Phú Quốc, Nha Trang, Cần Thơ, Sa Pa...
Ngân hàng được xếp hạng thứ 13 (thứ 3 trong các ngân hàng sau Vietcombank và Techcombank) trong danh sách những nơi làm việc tốt nhất Việt Nam vào năm 2018.
Ngân hàng BIDV nhận 4 giải thưởng về dịch vụ dành cho khách hàng cá nhân 2022

### Cấu trúc
Về cơ cấu tổ chức, Ngân hàng TMCP Đầu tư và Phát triển Việt Nam được chia thành bốn khối chính:
- Khối Công ty con (sở hữu trực tiếp hoặc gián tiếp): Ngân hàng Liên doanh Lào Việt (LaoViet Bank), Công ty cổ phần Chứng khoán Ngân hàng Đầu tư và Phát triển Việt Nam (BSC), Tổng Công ty cổ phần Bảo hiểm Ngân hàng TMCP Đầu tư và Phát triển Việt Nam BIDV (BIC), Công ty Bảo hiểm Lào Việt (LVI), Công ty Cho thuê tài chính TNHH BIDV (BIDV-SuMi Trust Leasing, Công ty TNHH MTV Quản lý nợ và khai thác tài sản BIDV (BAMC) và Ngân hàng Đầu tư và Phát triển Campuchia (BIDC).
- Khối Ngân hàng: Các Ban/ Trung tâm tại Hội sở chính, các chi nhánh trong và ngoài nước, các văn phòng đại diện (trong và ngoài nước), Trung tâm Công nghệ thông tin, Trường Đào tạo Cán bộ BIDV, Ban Xử lý Nợ Nam Đô.
- Khối Liên doanh: Ngân hàng liên doanh Việt Nga (VRB), Công ty liên doanh Tháp BIDV (BIDV Tower), Công ty TNHH Bảo hiểm Nhân thọ MetLife.
- Khối Góp vốn: Công ty Cổ phần Cho thuê máy bay Việt Nam (VALC).

Vào tháng 11 năm 2018, Tổng Giám đốc Phan Đức Tú đã được bầu làm Chủ tịch Hội đồng quản trị BIDV. Ngày 12 tháng 3 năm 2021, BIDV công bố quyết định bổ nhiệm nhân sự cấp cao với ông Lê Ngọc Lâm làm Tổng Giám đốc, người đã gắn bó 23 năm với Ngân hàng này, sau hơn hai năm vị trí này bỏ trống.

## Sai phạm và bê bối
BIDV đã liên quan tới một trong những vụ sai phạm có quy mô lớn nhất trong lịch sử ngành ngân hàng Việt Nam trong giai đoạn từ 2010 - 2016.

### Kết luận của các cơ quan chức năng
Ủy ban Kiểm tra Trung ương ra thông cáo sau kỳ họp diễn ra trong hai ngày 27 và 28/6/2018:
- Thi hành kỷ luật bằng hình thức khai trừ ra khỏi Đảng đối với ông Trần Bắc Hà, nguyên Bí thư Đảng ủy, nguyên Chủ tịch Hội đồng Quản trị; cách chức tất cả các chức vụ trong Đảng đối với ông Đoàn Ánh Sáng, nguyên Ủy viên Ban Thường vụ Đảng ủy, Phó Tổng Giám đốc; cảnh cáo đối với ông Trần Lục Lang, Ủy viên Ban Thường vụ Đảng ủy, Phó Tổng Giám đốc BIDV.
- Yêu cầu Ban Thường vụ Đảng ủy Khối doanh nghiệp Trung ương thi hành kỷ luật đối với Ban Thường vụ Đảng ủy BIDV.

Thông cáo nêu rõ, Ban Thường vụ Đảng ủy BIDV nhiệm kỳ 2010-2015, 2015-2020 đã vi phạm nguyên tắc tập trung dân chủ; đồng thời thiếu trách nhiệm, buông lỏng lãnh đạo, chỉ đạo, quản lý, thiếu kiểm tra, giám sát, để BIDV có nhiều vi phạm nghiêm trọng mang tính hệ thống trong thực hiện quy chế làm việc. Bên cạnh đó còn có những quy định về phân cấp thẩm quyền và quy trình, thủ tục cấp tín dụng, gây hậu quả rất nghiêm trọng, làm tăng nợ xấu, nhất là các khoản nợ có khả năng mất vốn. Ngoài ra, Ban thường vụ còn để nhiều cán bộ vi phạm kỷ luật đảng và pháp luật Nhà nước, bị xử lý hình sự; làm giảm nguồn thu ngân sách, ảnh hưởng đến kết quả kinh doanh, đến thu nhập, việc làm và đời sống của người lao động BIDV. Tổng số nợ xấu của ngân hàng vào cuối năm 2016 ở mức 13.183 tỉ đồng, tăng 35,95% so với cuối năm 2015, cao nhất và tăng nhanh nhất trong hệ thống các ngân hàng thương mại tại Việt Nam suốt từ năm 2015 đến nay

### Khởi tố
Ngày 20 tháng 5 năm 2020, Viện kiểm sát nhân dân tối cao đã ban hành cáo trạng vụ án "vi phạm quy định về hoạt động ngân hàng, hoạt động khác liên quan đến hoạt động ngân hàng", "lừa đảo chiếm đoạt tài sản", "lạm dụng tín nhiệm chiếm đoạt tài sản" xảy ra tại Ngân hàng TMCP Đầu tư và phát triển Việt Nam (BIDV), Công ty CP chăn nuôi Bình Hà, Công ty TNHH thương mại và dịch vụ Trung Dũng.
Đồng thời, Viện kiểm sát truy tố các bị can Trần Lục Lang (nguyên phó tổng giám đốc BIDV); Đoàn Ánh Sáng (nguyên phó tổng giám đốc); Kiều Đình Hòa (nguyên phó tổng giám đốc BIDV, chi nhánh Hà Tĩnh); Ngô Duy Chính (nguyên giám đốc BIDV chi nhánh Hà Thành); Nguyễn Xuân Giáp (nguyên phó giám đốc BIDV chi nhánh Hà Thành) cùng 7 bị can khác.
Trong số 12 bị can bị đề nghị truy tố có 8 người là lãnh đạo cấp cao, nhân viên của BIDV như Trần Lục Lang (cựu phó tổng giám đốc BIDV phụ trách quản lý rủi ro), Đoàn Ánh Sáng (cựu phó tổng giám đốc BIDV phụ trách khách hàng doanh nghiệp), Kiều Đình Hòa (cựu giám đốc BIDV chi nhánh Hà Tĩnh), Lê Thị Vân Anh (cựu trưởng phòng khách hàng doanh nghiệp BIDV chi nhánh Hà Tĩnh)...
Những người này đã có nhiều sai phạm trong việc thẩm định hồ sơ, phê duyệt cấp tín dụng cho hai công ty, có vai trò đồng phạm với ông Trần Bắc Hà. Tuy nhiên, cơ quan điều tra cho rằng những người này chỉ là người làm công ăn lương, chịu sự chi phối và áp lực từ cá nhân ông Hà chứ không có quyền quyết định.
Cáo trạng xác định trong vụ án này, ông Trần Bắc Hà giữ vai trò chủ mưu, cầm đầu về tội "Vi phạm quy định về hoạt động ngân hàng, hoạt động khác liên quan đến hoạt động ngân hàng theo khoản 4 Điều 206 Bộ luật hình sự năm 2015".
Tháng 7 năm 2019, ông Trần Bắc Hà đã mất trong trại giam vì bệnh tật. Cơ quan Công an đã tiến hành đình chỉ bị can đối với Trần Bắc Hà, còn việc điều tra, truy tố, xét xử sẽ tiếp tục đối với các đồng phạm của ông. Nếu có bồi thường thiệt hại, các đồng phạm sẽ liên đới bồi thường.

## Các vấn đề còn tồn tại

### Khả năng xử lý nợ xấu
Khả năng xử lý nợ xấu đang là một vấn đề nhức nhối cần sự quan tâm đúng mức của BIDV trong giai đoạn gần đây. Mức nợ xấu của ngân hàng vẫn ở mức cao, trích lập nợ xấu đã tăng cao lên mức 87,1% vào cuối tháng 9 năm 2020, là mức tăng cao nhất trong hai năm gần đây. Hoạt động phát mãi nợ xấu đồng thời cũng gặp nhiều khó khăn khi nhiều tài sản bảo đảm rao bán nhưng không có đối tác mua lại, thậm chí có tài sản đã rao bán và hạ giá hơn 30 lần; nhiều tài sản có giá trị thanh khoản tốt nhưng vẫn không đến được tay người mua phù hợp.

### Chất lượng dịch vụ cần cải thiện
Vào các dịp lễ tết, khi nhu cầu chi tiêu sử dụng tiền mặt tăng cao, hệ thống ATM của các ngân hàng Việt Nam thường xảy ra tình trạng quá tải tạm thời, khiến nhiều khách hàng không thể rút được tiền. BIDV cũng chưa khắc phục được tình trạng chung này.
Năm 2022, BIDV nhận 04 giải thưởng danh giá về dịch vụ ngân hàng dành cho khách hàng cá nhân